# SV.League 2024-2025 (femminile)
La SV.League 2024-2025, 58ª edizione della massima serie del campionato giapponese femminile di pallavolo, si è svolta dal 12 ottobre 2024 al 3 maggio 2025: al torneo hanno partecipato 14 squadre di club giapponesi e la vittoria finale è andata per la quarta volta alle Osaka Marvelous.

## Regolamento

### Formula
La formula ha previsto:
- Regular season, per un totale di 44 incontri (22 in casa e 22 in trasferta) – disputati con un girone all'italiana, con gare di andata e ritorno, in cui ogni club affronta gli altri tredici, per un totale di 26 incontri, e incontri supplementari, con gare di andata e ritorno, in cui ogni club affronta nove avversarie scelte senza criteri rigidi, per un totale di 18 incontri – al termine dei quali le prime otto classificate hanno avuto accesso ai play-off scudetto.
- Play-off scudetto, disputati con:
  - Quarti di finale, semifinali e finale al meglio delle tre gare, con accoppiamenti avvenuti col metodo della serpentina.

### Criteri di classifica
Se il risultato finale è stato di 3-0 o 3-1 sono stati assegnati 3 punti alla squadra vincente e 0 a quella sconfitta, se il risultato finale è stato di 3-2 sono stati assegnati 2 punti alla squadra vincente e 1 a quella sconfitta.
L'ordine del posizionamento in classifica è stato definito in base a:
- Numero di partite vinte;
- Punti;
- Ratio dei set vinti/persi;
- Ratio dei punti realizzati/subiti.

## Squadre partecipanti
Al campionato di SV.League 2024-2025 partecipano 14 squadre, tra le squadre aventi diritto di partecipazione: 
- Le Victorina Himeji e le Gunma Green Wings, in seguito alla riforma dei campionati giapponesi, hanno ottenuto la licenza che ha dato luogo al loro ripescaggio dalla V.League Division 2;
- Le Prestige Aranmare partecipano con la nuova denominazione Aranmare Yamagata;
- Le Hitachi Astemo Rivale partecipano con la nuova denominazione Astemo Rivale Ibaraki;
- Le Hisamitsu Springs partecipano con la nuova denominazione SAGA Springs;
- Le JT Marvelous partecipano con la nuova denominazione Osaka Marvelous;
- Le NEC Red Rockets partecipano con la nuova denominazione Red Rockets Kawasaki;
- Le PFU BlueCats partecipano con la nuova denominazione PFU BlueCats Kahoku;
- Le Toyota Auto Body Queenseis partecipano con la nuova denominazione Queenseis Kariya;
- Le Toray Arrows partecipano con la nuova denominazione Toray Arrows Shiga;
- Le Kurobe AquaFairies, pur continuando a essere conosciute colloquialmente con questo nome, hanno cambiato denominazione in Kurobe AquaFairies Toyama.

| Club                  | Stagione | Città       | Impianto                             | Stagione precedente        |
| --------------------- | -------- | ----------- | ------------------------------------ | -------------------------- |
| Aranmare Yamagata     | dettagli | Tendō       | Yamagata General Sports Park         | 12ª in V.League Division 1 |
| Astemo Rivale Ibaraki | dettagli | Hitachinaka | Hitachinaka City Gymnasium           | 9ª in V.League Division 1  |
| Denso Airybees        | dettagli | Koriyama    | Koriyama General Gymnasium           | 5ª in V.League Division 1  |
| Gunma Green Wings     | dettagli | Maebashi    | Maebashi City Gymnasium              | 3ª in V.League Division 2  |
| Kurobe AquaFairies    | dettagli | Kurobe      | Kurobe City General Sports Center    | 11ª in V.League Division 1 |
| Okayama Seagulls      | dettagli | Okayama     | Okayama Prefectural Ground Gymnasium | 9ª in V.League Division 1  |
| Osaka Marvelous       | dettagli | Osaka       | Osaka Municipal Central Gymnasium    | 2ª in V.League Division 1  |
| PFU BlueCats Kahoku   | dettagli | Kahoku      | Kahoku City Gymnasium                | 10ª in V.League Division 1 |
| Queenseis Kariya      | dettagli | Kariya      | Wing Arena Kariya                    | 4ª in V.League Division 1  |
| Red Rockets Kawasaki  | dettagli | Kawasaki    | Kawasaki City Todoroki Arena         | Campionesse del Giappone   |
| SAGA Springs          | dettagli | Kōbe-Tosu   | Salonpas Arena                       | 6ª in V.League Division 1  |
| Saitama Ageo Medics   | dettagli | Ageo        | Ageo Citizen Gymnasium               | 3ª in V.League Division 1  |
| Toray Arrows Shiga    | dettagli | Ōtsu        | Shiga Arena                          | 8ª in V.League Division 1  |
| Victorina Himeji      | dettagli | Himeji      | Victorina Wink Gymnasium             | 1ª in V.League Division 2  |

## Torneo

### Regular season

#### Risultati
| Risultati |                                              |     |                                   |
|           |                                              |     |                                   |
| 12-10     | Red Rockets Kawasaki - Saitama Ageo Medics   | 0-3 | 24-26, 23-25, 22-25               |
| 12-10     | Denso Airybees - Aranmare Yamagata           | 3-0 | 25-17, 25-20, 25-23               |
| 12-10     | PFU BlueCats Kahoku - Victorina Himeji       | 3-2 | 16-25, 25-27, 30-28, 25-20, 15-9  |
| 12-10     | Okayama Seagulls - Queenseis Kariya          | 2-3 | 25-22, 25-22, 18-25, 20-25, 13-15 |
| 13-10     | Denso Airybees - Aranmare Yamagata           | 3-0 | 27-25, 25-20, 25-20               |
| 13-10     | Red Rockets Kawasaki - Saitama Ageo Medics   | 3-1 | 27-25, 17-25, 25-20, 25-16        |
| 13-10     | PFU BlueCats Kahoku - Victorina Himeji       | 0-3 | 21-25, 18-25, 15-25               |
| 13-10     | Okayama Seagulls - Queenseis Kariya          | 3-0 | 26-24, 28-26, 28-26               |
| 13-10     | Osaka Marvelous - Toray Arrows Shiga         | 3-2 | 18-25, 26-24, 23-25, 25-18, 15-13 |
| 13-10     | SAGA Springs - Kurobe AquaFairies            | 3-0 | 25-20, 25-19, 25-20               |
| 14-10     | Osaka Marvelous - Toray Arrows Shiga         | 3-1 | 25-20, 25-15, 25-27, 25-20        |
| 14-10     | SAGA Springs - Kurobe AquaFairies            | 3-2 | 24-26, 18-25, 25-15, 25-23, 16-14 |
| 14-10     | Gunma Green Wings - Astemo Rivale Ibaraki    | 0-3 | 26-28, 14-25, 22-25               |
| 15-10     | Gunma Green Wings - Astemo Rivale Ibaraki    | 1-3 | 18-25, 25-20, 20-25, 19-25        |
| 18-10     | Aranmare Yamagata - PFU BlueCats Kahoku      | 1-3 | 25-23, 15-25, 17-25, 16-25        |
| 19-10     | Victorina Himeji - SAGA Springs              | 3-2 | 22-25, 25-23, 24-26, 25-21, 15-7  |
| 19-10     | Aranmare Yamagata - PFU BlueCats Kahoku      | 2-3 | 18-25, 25-22, 19-25, 25-21, 13-15 |
| 19-10     | Astemo Rivale Ibaraki - Okayama Seagulls     | 3-0 | 27-25, 29-27, 25-21               |
| 19-10     | Kurobe AquaFairies - Denso Airybees          | 0-3 | 21-25, 18-25, 17-25               |
| 19-10     | Toray Arrows Shiga - Red Rockets Kawasaki    | 1-3 | 25-22, 13-25, 19-25, 21-25        |
| 20-10     | Victorina Himeji - SAGA Springs              | 3-2 | 17-25, 26-24, 26-24, 31-33, 17-15 |
| 20-10     | Astemo Rivale Ibaraki - Okayama Seagulls     | 0-3 | 19-25, 20-25, 18-25               |
| 20-10     | Kurobe AquaFairies - Denso Airybees          | 1-3 | 23-25, 25-23, 21-25, 9-25         |
| 20-10     | Toray Arrows Shiga - Red Rockets Kawasaki    | 1-3 | 21-25, 27-25, 18-25, 28-30        |
| 26-10     | Denso Airybees - PFU BlueCats Kahoku         | 3-1 | 25-21, 24-26, 25-17, 25-16        |
| 26-10     | Okayama Seagulls - Kurobe AquaFairies        | 3-0 | 25-19, 25-16, 25-19               |
| 26-10     | Toray Arrows Shiga - Aranmare Yamagata       | 3-1 | 25-21, 21-25, 25-14, 25-17        |
| 26-10     | Gunma Green Wings - Saitama Ageo Medics      | 0-3 | 22-25, 11-25, 17-25               |
| 26-10     | Queenseis Kariya - Red Rockets Kawasaki      | 0-3 | 18-25, 21-25, 22-25               |
| 26-10     | Osaka Marvelous - SAGA Springs               | 3-0 | 25-22, 25-22, 25-13               |
| 27-10     | Denso Airybees - PFU BlueCats Kahoku         | 3-1 | 25-16, 17-25, 25-20, 25-19        |
| 27-10     | Queenseis Kariya - Red Rockets Kawasaki      | 3-1 | 21-25, 26-24, 28-26, 29-27        |
| 27-10     | Okayama Seagulls - Kurobe AquaFairies        | 2-3 | 26-24, 20-25, 25-21, 23-25, 14-16 |
| 27-10     | Toray Arrows Shiga - Aranmare Yamagata       | 3-1 | 25-21, 25-16, 27-29, 25-16        |
| 27-10     | Gunma Green Wings - Saitama Ageo Medics      | 1-3 | 19-25, 23-25, 25-23, 21-25        |
| 27-10     | Osaka Marvelous - SAGA Springs               | 3-1 | 25-18, 23-25, 30-28, 25-22        |
| 02-11     | Denso Airybees - Osaka Marvelous             | 3-1 | 25-13, 25-16, 23-25, 25-20        |
| 02-11     | Saitama Ageo Medics - Kurobe AquaFairies     | 3-1 | 24-26, 25-22, 28-26, 28-26        |
| 02-11     | PFU BlueCats Kahoku - Queenseis Kariya       | 2-3 | 25-19, 26-24, 21-25, 31-33, 13-15 |
| 02-11     | Victorina Himeji - Toray Arrows Shiga        | 3-1 | 25-17, 25-21, 17-25, 25-17,       |
| 02-11     | Aranmare Yamagata - Astemo Rivale Ibaraki    | 0-3 | 22-25, 19-25, 23-25               |
| 02-11     | Red Rockets Kawasaki - SAGA Springs          | 2-3 | 20-25, 25-23, 25-23, 23-25, 13-15 |
| 03-11     | Aranmare Yamagata - Astemo Rivale Ibaraki    | 2-3 | 25-22, 17-25, 16-25, 25-20, 8-15  |
| 03-11     | Denso Airybees - Osaka Marvelous             | 3-2 | 16-25, 25-16, 25-22, 23-25, 15-13 |
| 03-11     | Saitama Ageo Medics - Kurobe AquaFairies     | 3-1 | 25-14, 25-19, 15-25, 25-10        |
| 03-11     | Red Rockets Kawasaki - SAGA Springs          | 2-3 | 22-25, 25-22, 25-19, 21-25, 13-15 |
| 03-11     | PFU BlueCats Kahoku - Queenseis Kariya       | 3-0 | 28-26, 25-21, 25-21               |
| 03-11     | Victorina Himeji - Toray Arrows Shiga        | 3-2 | 25-20, 21-25, 25-23, 22-25, 15-6  |
| 09-11     | Denso Airybees - Victorina Himeji            | 3-1 | 25-17, 17-25, 25-20, 25-16        |
| 09-11     | Kurobe AquaFairies - Aranmare Yamagata       | 0-3 | 19-25, 21-25, 23-25               |
| 09-11     | PFU BlueCats Kahoku - Gunma Green Wings      | 3-0 | 25-20, 25-12, 25-21               |
| 09-11     | Osaka Marvelous - Astemo Rivale Ibaraki      | 3-1 | 25-16, 23-25, 25-14, 25-18        |
| 09-11     | SAGA Springs - Saitama Ageo Medics           | 2-3 | 25-17, 33-35, 25-23, 23-25, 11-15 |
| 09-11     | Toray Arrows Shiga - Queenseis Kariya        | 3-2 | 25-22, 22-25, 25-20, 20-25, 15-12 |
| 10-11     | Kurobe AquaFairies - Aranmare Yamagata       | 0-3 | 18-25, 22-25, 19-25               |
| 10-11     | Denso Airybees - Victorina Himeji            | 2-3 | 25-23, 20-25, 25-22, 22-25, 15-17 |
| 10-11     | PFU BlueCats Kahoku - Gunma Green Wings      | 3-1 | 25-18, 23-25, 25-23, 25-6         |
| 10-11     | Osaka Marvelous - Astemo Rivale Ibaraki      | 3-0 | 25-19, 25-21, 25-12               |
| 10-11     | Toray Arrows Shiga - Queenseis Kariya        | 3-2 | 18-25, 31-29, 19-25, 25-22, 15-13 |
| 10-11     | SAGA Springs - Saitama Ageo Medics           | 3-0 | 25-22, 25-23, 25-17               |
| 16-11     | Astemo Rivale Ibaraki - Denso Airybees       | 3-1 | 24-26, 25-17, 25-19, 25-23        |
| 16-11     | Victorina Himeji - Osaka Marvelous           | 3-2 | 23-25, 20-25, 25-18, 25-11, 15-5  |
| 16-11     | Red Rockets Kawasaki - PFU BlueCats Kahoku   | 3-1 | 25-20, 25-23, 22-25, 25-17        |
| 16-11     | Queenseis Kariya - Kurobe AquaFairies        | 0-3 | 23-25, 22-25, 27-29               |
| 16-11     | Toray Arrows Shiga - Gunma Green Wings       | 3-2 | 21-25, 17-25, 25-17, 25-20, 17-15 |
| 16-11     | SAGA Springs - Okayama Seagulls              | 3-0 | 25-22, 25-19, 27-25               |
| 16-11     | Aranmare Yamagata - Saitama Ageo Medics      | 0-3 | 10-25, 22-25, 19-25               |
| 17-11     | Aranmare Yamagata - Saitama Ageo Medics      | 1-3 | 17-25, 19-25, 26-24, 23-25        |
| 17-11     | Astemo Rivale Ibaraki - Denso Airybees       | 3-2 | 20-25, 26-24, 15-25, 25-18, 15-11 |
| 17-11     | Red Rockets Kawasaki - PFU BlueCats Kahoku   | 3-0 | 25-21, 25-19, 25-22               |
| 17-11     | SAGA Springs - Okayama Seagulls              | 3-0 | 25-21, 25-20, 25-19               |
| 17-11     | Queenseis Kariya - Kurobe AquaFairies        | 2-3 | 22-25, 23-25, 25-21, 25-20, 12-15 |
| 17-11     | Toray Arrows Shiga - Gunma Green Wings       | 3-1 | 27-25, 20-25, 25-20, 25-21        |
| 17-11     | Victorina Himeji - Osaka Marvelous           | 1-3 | 23-25, 25-20, 22-25, 17-25        |
| 23-11     | Victorina Himeji - Astemo Rivale Ibaraki     | 3-0 | 25-22, 25-17, 25-21               |
| 23-11     | Denso Airybees - SAGA Springs                | 3-1 | 19-25, 25-23, 25-17, 25-20        |
| 23-11     | PFU BlueCats Kahoku - Saitama Ageo Medics    | 1-3 | 27-29, 25-20, 19-25, 20-25        |
| 23-11     | Aranmare Yamagata - Queenseis Kariya         | 0-3 | 16-25, 16-25, 15-25               |
| 23-11     | Gunma Green Wings - Red Rockets Kawasaki     | 1-3 | 21-25, 14-25, 28-26, 18-25        |
| 23-11     | Kurobe AquaFairies - Osaka Marvelous         | 2-3 | 25-20, 23-25, 19-25, 28-26, 13-15 |
| 23-11     | Okayama Seagulls - Toray Arrows Shiga        | 1-3 | 21-25, 25-22, 21-25, 18-25        |
| 24-11     | Victorina Himeji - Astemo Rivale Ibaraki     | 3-0 | 25-22, 25-22, 25-21               |
| 24-11     | Aranmare Yamagata - Queenseis Kariya         | 0-3 | 18-25, 15-25, 15-25               |
| 24-11     | Denso Airybees - SAGA Springs                | 3-2 | 23-25, 15-25, 25-21, 25-17, 15-11 |
| 24-11     | Kurobe AquaFairies - Osaka Marvelous         | 1-3 | 27-25, 17-25, 25-27, 23-25        |
| 24-11     | PFU BlueCats Kahoku - Saitama Ageo Medics    | 0-3 | 21-25, 23-25, 21-25               |
| 24-11     | Gunma Green Wings - Red Rockets Kawasaki     | 0-3 | 16-25, 22-25, 19-25               |
| 24-11     | Okayama Seagulls - Toray Arrows Shiga        | 1-3 | 25-19, 21-25, 20-25, 22-25        |
| 30-11     | Saitama Ageo Medics - Denso Airybees         | 0-3 | 15-25, 24-26, 16-25               |
| 30-11     | Queenseis Kariya - Toray Arrows Shiga        | 1-3 | 25-19, 27-29, 23-25, 22-25        |
| 30-11     | Osaka Marvelous - Okayama Seagulls           | 3-0 | 25-18, 25-17, 25-20               |
| 30-11     | Victorina Himeji - PFU BlueCats Kahoku       | 1-3 | 21-25, 25-21, 20-25, 18-25        |
| 30-11     | Red Rockets Kawasaki - Aranmare Yamagata     | 3-0 | 25-17, 25-23, 26-24               |
| 30-11     | Gunma Green Wings - Kurobe AquaFairies       | 0-3 | 20-25, 17-25, 17-25               |
| 30-11     | SAGA Springs - Astemo Rivale Ibaraki         | 3-1 | 20-25, 25-19, 25-22, 25-13        |
| 01-12     | Red Rockets Kawasaki - Aranmare Yamagata     | 3-0 | 27-25, 25-14, 25-17               |
| 01-12     | Saitama Ageo Medics - Denso Airybees         | 3-1 | 25-20, 25-22, 21-25, 25-22        |
| 01-12     | Queenseis Kariya - Toray Arrows Shiga        | 2-3 | 25-18, 23-25, 25-17, 19-25, 13-15 |
| 01-12     | Osaka Marvelous - Okayama Seagulls           | 3-1 | 20-25, 25-16, 25-15, 25-20        |
| 01-12     | Gunma Green Wings - Kurobe AquaFairies       | 1-3 | 22-25, 18-25, 25-17, 22-25        |
| 01-12     | Victorina Himeji - PFU BlueCats Kahoku       | 3-0 | 25-20, 25-18, 25-22               |
| 01-12     | SAGA Springs - Astemo Rivale Ibaraki         | 2-3 | 25-21, 21-25, 26-28, 25-23, 18-20 |
| 07-12     | Denso Airybees - Toray Arrows Shiga          | 3-0 | 25-21, 25-21, 25-20               |
| 07-12     | Astemo Rivale Ibaraki - PFU BlueCats Kahoku  | 3-1 | 27-29, 25-22, 25-13, 25-21        |
| 07-12     | Saitama Ageo Medics - Queenseis Kariya       | 2-3 | 25-13, 25-22, 18-25, 21-25, 8-15  |
| 07-12     | Kurobe AquaFairies - Red Rockets Kawasaki    | 0-3 | 15-25, 18-25, 22-25               |
| 07-12     | Okayama Seagulls - Victorina Himeji          | 3-2 | 21-25, 32-30, 25-23, 13-25, 15-11 |
| 07-12     | Aranmare Yamagata - SAGA Springs             | 0-3 | 26-28, 24-26, 19-25               |
| 07-12     | Gunma Green Wings - Osaka Marvelous          | 1-3 | 20-25, 25-21, 17-25, 11-25        |
| 08-12     | Aranmare Yamagata - SAGA Springs             | 0-3 | 16-25, 21-25, 16-25               |
| 08-12     | Denso Airybees - Toray Arrows Shiga          | 3-1 | 25-17, 21-25, 25-20, 25-18        |
| 08-12     | Astemo Rivale Ibaraki - PFU BlueCats Kahoku  | 3-0 | 25-23, 25-20, 25-23               |
| 08-12     | Saitama Ageo Medics - Queenseis Kariya       | 3-0 | 25-21, 25-19, 25-19               |
| 08-12     | Kurobe AquaFairies - Red Rockets Kawasaki    | 3-2 | 25-23, 25-20, 16-25, 21-25, 15-10 |
| 08-12     | Okayama Seagulls - Victorina Himeji          | 2-3 | 25-17, 19-25, 16-25, 25-23, 11-15 |
| 08-12     | Gunma Green Wings - Osaka Marvelous          | 0-3 | 16-25, 20-25, 21-25               |
| 28-12     | Osaka Marvelous - Aranmare Yamagata          | 3-0 | 25-20, 25-18, 25-15               |
| 28-12     | Astemo Rivale Ibaraki - Red Rockets Kawasaki | 3-2 | 15-25, 12-25, 25-23, 29-27, 15-13 |
| 28-12     | Saitama Ageo Medics - Toray Arrows Shiga     | 2-3 | 25-23, 19-25, 25-15, 32-34, 12-15 |
| 28-12     | Kurobe AquaFairies - SAGA Springs            | 0-3 | 19-25, 26-28, 16-25               |
| 28-12     | PFU BlueCats Kahoku - Okayama Seagulls       | 3-2 | 18-25, 25-19, 15-25, 25-21, 16-14 |
| 28-12     | Victorina Himeji - Queenseis Kariya          | 1-3 | 25-19, 17-25, 20-25, 21-25        |
| 28-12     | Gunma Green Wings - Denso Airybees           | 0-3 | 22-25, 15-25, 19-25               |
| 29-12     | Osaka Marvelous - Aranmare Yamagata          | 3-0 | 25-16, 25-14, 25-21               |
| 29-12     | Astemo Rivale Ibaraki - Red Rockets Kawasaki | 2-3 | 25-20, 23-25, 19-25, 25-22, 13-15 |
| 29-12     | Saitama Ageo Medics - Toray Arrows Shiga     | 3-1 | 23-25, 25-16, 25-19, 25-17        |
| 29-12     | Kurobe AquaFairies - SAGA Springs            | 1-3 | 25-21, 23-25, 23-25, 20-25        |
| 29-12     | PFU BlueCats Kahoku - Okayama Seagulls       | 2-3 | 25-21, 18-25, 24-26, 25-18, 10-15 |
| 29-12     | Gunma Green Wings - Denso Airybees           | 1-3 | 17-25, 15-25, 25-18, 18-25        |
| 29-12     | Victorina Himeji - Queenseis Kariya          | 3-0 | 25-15, 29-27, 25-20               |
| 04-01     | Saitama Ageo Medics - Okayama Seagulls       | 3-1 | 19-25, 25-20, 25-19, 25-17        |
| 04-01     | Kurobe AquaFairies - Victorina Himeji        | 1-3 | 18-25, 20-25, 25-18, 24-26        |
| 04-01     | Osaka Marvelous - Gunma Green Wings          | 3-0 | 25-15, 25-16, 25-15               |
| 04-01     | Aranmare Yamagata - Denso Airybees           | 0-3 | 20-25, 19-25, 15-25               |
| 04-01     | Toray Arrows Shiga - Astemo Rivale Ibaraki   | 0-3 | 12-25, 20-25, 21-25               |
| 04-01     | SAGA Springs - PFU BlueCats Kahoku           | 3-0 | 25-18, 25-21, 25-22               |
| 04-01     | Red Rockets Kawasaki - Queenseis Kariya      | 3-2 | 21-25, 23-25, 25-19, 25-13, 15-9  |
| 05-01     | Aranmare Yamagata - Denso Airybees           | 0-3 | 22-25, 17-25, 19-25               |
| 05-01     | Saitama Ageo Medics - Okayama Seagulls       | 1-3 | 20-25, 29-31, 25-22, 21-25        |
| 05-01     | Red Rockets Kawasaki - Queenseis Kariya      | 2-3 | 21-25, 25-20, 25-12, 20-25, 16-18 |
| 05-01     | Kurobe AquaFairies - Victorina Himeji        | 3-0 | 25-23, 32-30, 25-22               |
| 05-01     | Osaka Marvelous - Gunma Green Wings          | 3-0 | 25-16, 25-18, 25-14               |
| 05-01     | Toray Arrows Shiga - Astemo Rivale Ibaraki   | 3-2 | 25-23, 15-25, 22-25, 25-23, 15-13 |
| 05-01     | SAGA Springs - PFU BlueCats Kahoku           | 3-0 | 25-19, 25-16, 25-22               |
| 11-01     | Okayama Seagulls - Aranmare Yamagata         | 3-0 | 25-23, 25-15, 25-17               |
| 11-01     | Victorina Himeji - Gunma Green Wings         | 3-0 | 25-12, 25-15, 25-18               |
| 11-01     | Saitama Ageo Medics - SAGA Springs           | 1-3 | 26-28, 17-25, 26-24, 21-25        |
| 11-01     | Kurobe AquaFairies - Toray Arrows Shiga      | 3-2 | 25-19, 21-25, 25-20, 19-25, 15-11 |
| 11-01     | PFU BlueCats Kahoku - Denso Airybees         | 3-1 | 25-27, 27-25, 25-19, 25-22        |
| 11-01     | Queenseis Kariya - Astemo Rivale Ibaraki     | 1-3 | 22-25, 18-25, 25-17, 23-25        |
| 11-01     | Red Rockets Kawasaki - Osaka Marvelous       | 3-2 | 25-19, 19-25, 17-25, 25-23, 15-12 |
| 12-01     | Okayama Seagulls - Aranmare Yamagata         | 3-0 | 25-17, 25-17, 25-11               |
| 12-01     | Saitama Ageo Medics - SAGA Springs           | 3-0 | 28-26, 25-20, 27-25               |
| 12-01     | Red Rockets Kawasaki - Osaka Marvelous       | 0-3 | 13-25, 21-25, 19-25               |

| Risultati |                                              |     |                                   |
|           |                                              |     |                                   |
| 12-01     | Kurobe AquaFairies - Toray Arrows Shiga      | 3-0 | 25-18, 25-19, 25-14               |
| 12-01     | PFU BlueCats Kahoku - Denso Airybees         | 0-3 | 24-26, 19-25, 22-25               |
| 12-01     | Queenseis Kariya - Astemo Rivale Ibaraki     | 3-1 | 25-23, 25-22, 21-25, 25-21        |
| 12-01     | Victorina Himeji - Gunma Green Wings         | 3-0 | 25-9, 25-16, 25-18                |
| 18-01     | Queenseis Kariya - SAGA Springs              | 1-3 | 25-23, 17-25, 17-25, 28-30        |
| 18-01     | Denso Airybees - Gunma Green Wings           | 3-1 | 21-25, 25-13, 25-23, 25-17        |
| 18-01     | Astemo Rivale Ibaraki - Saitama Ageo Medics  | 0-3 | 14-25, 20-25, 22-25               |
| 18-01     | Osaka Marvelous - Kurobe AquaFairies         | 3-1 | 25-23, 23-25, 25-19, 27-25        |
| 18-01     | Aranmare Yamagata - Victorina Himeji         | 0-3 | 19-25, 14-25, 14-25               |
| 18-01     | Red Rockets Kawasaki - Okayama Seagulls      | 3-1 | 25-20, 25-21, 16-25, 25-22        |
| 18-01     | Toray Arrows Shiga - PFU BlueCats Kahoku     | 0-3 | 23-25, 17-25, 19-25               |
| 19-01     | Queenseis Kariya - SAGA Springs              | 1-3 | 20-25, 25-23, 28-30, 19-25        |
| 19-01     | Denso Airybees - Gunma Green Wings           | 3-0 | 25-15, 25-17, 25-20               |
| 19-01     | Red Rockets Kawasaki - Okayama Seagulls      | 3-0 | 25-13, 25-11, 25-21               |
| 19-01     | Aranmare Yamagata - Victorina Himeji         | 0-3 | 11-25, 23-25, 23-25               |
| 19-01     | Astemo Rivale Ibaraki - Saitama Ageo Medics  | 3-0 | 25-21, 28-26, 25-22               |
| 19-01     | Osaka Marvelous - Kurobe AquaFairies         | 3-1 | 25-21, 17-25, 25-13, 25-21        |
| 19-01     | Toray Arrows Shiga - PFU BlueCats Kahoku     | 3-1 | 25-21, 25-19, 22-25, 25-19        |
| 01-02     | Denso Airybees - Red Rockets Kawasaki        | 2-3 | 25-21, 18-25, 27-25, 13-25, 13-15 |
| 01-02     | Astemo Rivale Ibaraki - Kurobe AquaFairies   | 3-1 | 25-22, 27-29, 25-21, 25-22        |
| 01-02     | Queenseis Kariya - PFU BlueCats Kahoku       | 0-3 | 18-25, 23-25, 23-25               |
| 01-02     | Victorina Himeji - Saitama Ageo Medics       | 1-3 | 20-25, 25-18, 19-25, 22-25        |
| 01-02     | SAGA Springs - Osaka Marvelous               | 0-3 | 26-28, 23-25, 22-25               |
| 01-02     | Gunma Green Wings - Aranmare Yamagata        | 1-3 | 23-25, 20-25, 29-27, 20-25        |
| 01-02     | Toray Arrows Shiga - Okayama Seagulls        | 2-3 | 17-25, 19-25, 27-25, 25-18, 13-15 |
| 02-02     | Denso Airybees - Red Rockets Kawasaki        | 2-3 | 10-25, 22-25, 25-18, 25-21, 11-15 |
| 02-02     | Astemo Rivale Ibaraki - Kurobe AquaFairies   | 0-3 | 17-25, 22-25, 18-25               |
| 02-02     | Queenseis Kariya - PFU BlueCats Kahoku       | 3-1 | 22-25, 26-24, 25-22, 25-21        |
| 02-02     | Gunma Green Wings - Aranmare Yamagata        | 2-3 | 21-25, 29-27, 25-15, 22-25, 11-15 |
| 02-02     | Toray Arrows Shiga - Okayama Seagulls        | 3-0 | 25-14, 25-18, 25-19               |
| 02-02     | SAGA Springs - Osaka Marvelous               | 0-3 | 23-25, 19-25, 16-25               |
| 02-02     | Victorina Himeji - Saitama Ageo Medics       | 1-3 | 30-28, 22-25, 23-25, 18-25        |
| 08-02     | Astemo Rivale Ibaraki - Queenseis Kariya     | 1-3 | 21-25, 25-18, 21-25, 22-25        |
| 08-02     | Saitama Ageo Medics - Red Rockets Kawasaki   | 0-3 | 16-25, 19-25, 21-25               |
| 08-02     | Kurobe AquaFairies - Gunma Green Wings       | 3-0 | 25-12, 29-27, 25-23               |
| 08-02     | PFU BlueCats Kahoku - Osaka Marvelous        | 1-3 | 25-22, 19-25, 20-25, 19-25        |
| 08-02     | Okayama Seagulls - Denso Airybees            | 1-3 | 25-18, 19-25, 19-25, 19-25        |
| 08-02     | Aranmare Yamagata - Toray Arrows Shiga       | 1-3 | 25-23, 14-25, 25-27, 10-25        |
| 08-02     | SAGA Springs - Victorina Himeji              | 3-1 | 25-17, 24-26, 25-18, 27-25        |
| 09-02     | Astemo Rivale Ibaraki - Queenseis Kariya     | 3-0 | 25-16, 25-13, 25-21               |
| 09-02     | Aranmare Yamagata - Toray Arrows Shiga       | 1-3 | 25-19, 21-25, 17-25, 15-25        |
| 09-02     | Saitama Ageo Medics - Red Rockets Kawasaki   | 1-3 | 19-25, 26-24, 22-25, 23-25        |
| 09-02     | Kurobe AquaFairies - Gunma Green Wings       | 3-0 | 25-21, 25-16, 25-11               |
| 09-02     | PFU BlueCats Kahoku - Osaka Marvelous        | 0-3 | 18-25, 15-25, 20-25               |
| 09-02     | Okayama Seagulls - Denso Airybees            | 0-3 | 27-29, 21-25, 16-25               |
| 09-02     | SAGA Springs - Victorina Himeji              | 3-2 | 18-25, 25-23, 15-25, 28-26, 15-11 |
| 15-02     | Denso Airybees - Kurobe AquaFairies          | 3-1 | 19-25, 26-24, 25-23, 25-21        |
| 15-02     | Osaka Marvelous - Victorina Himeji           | 3-0 | 25-13, 25-18, 25-23               |
| 15-02     | Queenseis Kariya - Saitama Ageo Medics       | 3-0 | 25-13, 25-23, 25-19               |
| 15-02     | Aranmare Yamagata - Okayama Seagulls         | 3-1 | 16-25, 25-20, 25-19, 26-24        |
| 15-02     | Gunma Green Wings - PFU BlueCats Kahoku      | 0-3 | 19-25, 19-25, 24-26               |
| 15-02     | Red Rockets Kawasaki - Astemo Rivale Ibaraki | 2-3 | 23-25, 25-22, 22-25, 25-20, 15-17 |
| 15-02     | Toray Arrows Shiga - SAGA Springs            | 3-1 | 25-20, 26-24, 23-25, 25-17        |
| 16-02     | Aranmare Yamagata - Okayama Seagulls         | 0-3 | 21-25, 22-25, 17-25               |
| 16-02     | Denso Airybees - Kurobe AquaFairies          | 3-1 | 28-26, 25-21, 27-29, 25-19        |
| 16-02     | Osaka Marvelous - Victorina Himeji           | 1-3 | 25-23, 20-25, 23-25, 16-25        |
| 16-02     | Red Rockets Kawasaki - Astemo Rivale Ibaraki | 3-0 | 25-18, 25-21, 25-19               |
| 16-02     | Queenseis Kariya - Saitama Ageo Medics       | 2-3 | 25-23, 25-21, 17-25, 30-32, 11-15 |
| 16-02     | Gunma Green Wings - PFU BlueCats Kahoku      | 1-3 | 19-25, 25-20, 20-25, 16-25        |
| 16-02     | Toray Arrows Shiga - SAGA Springs            | 3-1 | 25-22, 16-25, 28-26, 25-20        |
| 22-02     | Astemo Rivale Ibaraki - Victorina Himeji     | 1-3 | 27-25, 24-26, 18-25, 15-25        |
| 22-02     | Saitama Ageo Medics - Gunma Green Wings      | 3-0 | 25-11, 25-21, 25-17               |
| 22-02     | Okayama Seagulls - Red Rockets Kawasaki      | 0-3 | 19-25, 17-25, 20-25               |
| 22-02     | Queenseis Kariya - Osaka Marvelous           | 0-3 | 15-25, 17-25, 26-28               |
| 23-02     | Astemo Rivale Ibaraki - Victorina Himeji     | 1-3 | 18-25, 18-25, 25-23, 24-26        |
| 23-02     | Queenseis Kariya - Osaka Marvelous           | 0-3 | 23-25, 17-25, 17-25               |
| 23-02     | Saitama Ageo Medics - Gunma Green Wings      | 3-0 | 25-14, 25-16, 25-15               |
| 23-02     | Okayama Seagulls - Red Rockets Kawasaki      | 1-3 | 13-25, 25-20, 15-25, 18-25        |
| 01-03     | PFU BlueCats Kahoku - Astemo Rivale Ibaraki  | 3-0 | 25-22, 25-22, 25-18               |
| 01-03     | Queenseis Kariya - Okayama Seagulls          | 3-0 | 26-24, 25-19, 25-18               |
| 01-03     | Osaka Marvelous - Saitama Ageo Medics        | 3-0 | 25-22, 25-18, 25-23               |
| 01-03     | Victorina Himeji - Kurobe AquaFairies        | 3-0 | 25-13, 32-30, 25-18               |
| 01-03     | Aranmare Yamagata - Red Rockets Kawasaki     | 1-3 | 25-20, 23-25, 19-25, 14-25        |
| 01-03     | Gunma Green Wings - Toray Arrows Shiga       | 1-3 | 19-25, 25-27, 27-25, 17-25        |
| 01-03     | SAGA Springs - Denso Airybees                | 3-1 | 25-23, 23-25, 27-25, 25-21        |
| 02-03     | PFU BlueCats Kahoku - Astemo Rivale Ibaraki  | 3-1 | 25-22, 20-25, 25-21, 26-24        |
| 02-03     | Aranmare Yamagata - Red Rockets Kawasaki     | 0-3 | 21-25, 10-25, 24-26               |
| 02-03     | Queenseis Kariya - Okayama Seagulls          | 3-1 | 28-26, 20-25, 25-22, 28-26        |
| 02-03     | Osaka Marvelous - Saitama Ageo Medics        | 1-3 | 19-25, 21-25, 25-18, 17-25        |
| 02-03     | Victorina Himeji - Kurobe AquaFairies        | 3-0 | 29-27, 25-23, 25-16               |
| 02-03     | Gunma Green Wings - Toray Arrows Shiga       | 0-3 | 21-25, 19-25, 20-25               |
| 02-03     | SAGA Springs - Denso Airybees                | 3-1 | 25-27, 25-22, 25-17, 25-22        |
| 08-03     | Astemo Rivale Ibaraki - Toray Arrows Shiga   | 0-3 | 24-26, 19-25, 19-25               |
| 08-03     | Saitama Ageo Medics - Aranmare Yamagata      | 3-1 | 25-21, 25-18, 20-25, 25-11        |
| 08-03     | PFU BlueCats Kahoku - Kurobe AquaFairies     | 2-3 | 29-27, 25-21, 18-25, 20-25, 13-15 |
| 08-03     | Okayama Seagulls - Osaka Marvelous           | 1-3 | 16-25, 21-25, 25-20, 14-25        |
| 08-03     | Red Rockets Kawasaki - Victorina Himeji      | 3-0 | 25-21, 25-23, 25-15               |
| 08-03     | SAGA Springs - Gunma Green Wings             | 3-1 | 25-14, 26-24, 23-25, 25-13        |
| 08-03     | Queenseis Kariya - Denso Airybees            | 2-3 | 25-21, 18-25, 25-22, 18-25, 17-19 |
| 09-03     | Astemo Rivale Ibaraki - Toray Arrows Shiga   | 1-3 | 25-21, 15-25, 18-25, 18-25        |
| 09-03     | Saitama Ageo Medics - Aranmare Yamagata      | 3-1 | 25-22, 25-19, 22-25, 25-18        |
| 09-03     | Red Rockets Kawasaki - Victorina Himeji      | 3-2 | 25-13, 24-26, 25-19, 20-25, 15-9  |
| 09-03     | PFU BlueCats Kahoku - Kurobe AquaFairies     | 3-0 | 25-21, 25-23, 25-18               |
| 09-03     | Okayama Seagulls - Osaka Marvelous           | 0-3 | 16-25, 17-25, 23-25               |
| 09-03     | SAGA Springs - Gunma Green Wings             | 3-0 | 25-19, 25-14, 25-11               |
| 09-03     | Queenseis Kariya - Denso Airybees            | 3-2 | 20-25, 25-21, 20-25, 25-18, 15-10 |
| 15-03     | Victorina Himeji - Denso Airybees            | 3-1 | 26-24, 21-25, 25-23, 25-22        |
| 15-03     | Astemo Rivale Ibaraki - Aranmare Yamagata    | 3-0 | 25-14, 25-18, 25-12               |
| 15-03     | Kurobe AquaFairies - Okayama Seagulls        | 2-3 | 26-24, 33-35, 24-26, 25-18, 14-16 |
| 15-03     | Osaka Marvelous - PFU BlueCats Kahoku        | 2-3 | 25-14, 18-25, 21-25, 25-21, 14-16 |
| 15-03     | Gunma Green Wings - Queenseis Kariya         | 1-3 | 23-25, 16-25, 30-28, 23-25        |
| 15-03     | Toray Arrows Shiga - Saitama Ageo Medics     | 3-0 | 27-25, 25-15, 25-12               |
| 15-03     | SAGA Springs - Red Rockets Kawasaki          | 3-1 | 29-31, 25-22, 25-21, 25-22        |
| 16-03     | Astemo Rivale Ibaraki - Aranmare Yamagata    | 3-0 | 25-13, 25-21, 25-17               |
| 16-03     | Kurobe AquaFairies - Okayama Seagulls        | 2-3 | 25-14, 21-25, 16-25, 25-21, 12-15 |
| 16-03     | SAGA Springs - Red Rockets Kawasaki          | 1-3 | 18-25, 18-25, 25-19, 24-26        |
| 16-03     | Victorina Himeji - Denso Airybees            | 1-3 | 16-25, 25-23, 21-25, 23-25        |
| 16-03     | Gunma Green Wings - Queenseis Kariya         | 3-0 | 25-23, 25-17, 25-19               |
| 16-03     | Toray Arrows Shiga - Saitama Ageo Medics     | 3-2 | 25-20, 25-19, 21-25, 22-25, 15-13 |
| 16-03     | Osaka Marvelous - PFU BlueCats Kahoku        | 3-0 | 25-18, 25-19, 25-23               |
| 22-03     | Denso Airybees - Saitama Ageo Medics         | 0-3 | 20-25, 20-25, 20-25               |
| 22-03     | PFU BlueCats Kahoku - SAGA Springs           | 0-3 | 23-25, 22-25, 22-25               |
| 22-03     | Queenseis Kariya - Victorina Himeji          | 3-0 | 25-22, 25-20, 25-22               |
| 22-03     | Okayama Seagulls - Astemo Rivale Ibaraki     | 1-3 | 19-25, 21-25, 25-22, 20-25        |
| 22-03     | Aranmare Yamagata - Gunma Green Wings        | 1-3 | 14-25, 19-25, 25-15, 21-25        |
| 22-03     | Red Rockets Kawasaki - Kurobe AquaFairies    | 2-3 | 23-25, 21-25, 25-16, 25-17, 14-16 |
| 23-03     | Aranmare Yamagata - Gunma Green Wings        | 1-3 | 14-25, 10-25, 25-22, 18-25        |
| 23-03     | Denso Airybees - Saitama Ageo Medics         | 1-3 | 25-21, 19-25, 19-25, 18-25        |
| 23-03     | Red Rockets Kawasaki - Kurobe AquaFairies    | 3-1 | 25-17, 25-20, 21-25, 25-21        |
| 23-03     | PFU BlueCats Kahoku - SAGA Springs           | 2-3 | 25-18, 25-22, 19-25, 22-25, 8-15  |
| 23-03     | Queenseis Kariya - Victorina Himeji          | 1-3 | 25-15, 21-25, 20-25, 20-25        |
| 23-03     | Okayama Seagulls - Astemo Rivale Ibaraki     | 2-3 | 25-21, 25-23, 17-25, 17-25, 13-15 |
| 29-03     | Victorina Himeji - Aranmare Yamagata         | 3-0 | 25-20, 25-16, 25-19               |
| 29-03     | Astemo Rivale Ibaraki - Gunma Green Wings    | 3-0 | 25-21, 25-19, 27-25               |
| 29-03     | Saitama Ageo Medics - Osaka Marvelous        | 1-3 | 22-25, 22-25, 25-22, 20-25        |
| 29-03     | Kurobe AquaFairies - Queenseis Kariya        | 1-3 | 23-25, 21-25, 25-18, 18-25        |
| 29-03     | PFU BlueCats Kahoku - Toray Arrows Shiga     | 2-3 | 17-25, 25-23, 25-19, 19-25, 12-15 |
| 29-03     | Okayama Seagulls - SAGA Springs              | 2-3 | 19-25, 25-22, 25-23, 23-25, 7-15  |
| 29-03     | Red Rockets Kawasaki - Denso Airybees        | 3-1 | 28-26, 25-22, 23-25, 25-16        |
| 30-03     | Astemo Rivale Ibaraki - Gunma Green Wings    | 2-3 | 21-25, 25-11, 25-20, 15-25, 7-15  |
| 30-03     | Saitama Ageo Medics - Osaka Marvelous        | 1-3 | 18-25, 20-25, 25-16, 22-25        |
| 30-03     | Red Rockets Kawasaki - Denso Airybees        | 1-3 | 29-27, 15-25, 24-26, 17-25        |
| 30-03     | Kurobe AquaFairies - Queenseis Kariya        | 0-3 | 20-25, 17-25, 22-25               |
| 30-03     | PFU BlueCats Kahoku - Toray Arrows Shiga     | 3-1 | 25-23, 27-25, 18-25, 26-24        |
| 30-03     | Okayama Seagulls - SAGA Springs              | 0-3 | 16-25, 19-25, 22-25               |
| 30-03     | Victorina Himeji - Aranmare Yamagata         | 3-0 | 25-21, 25-20, 27-25               |
| 05-04     | Denso Airybees - Queenseis Kariya            | 2-3 | 25-22, 22-25, 25-21, 23-25, 12-15 |
| 05-04     | Saitama Ageo Medics - Astemo Rivale Ibaraki  | 2-3 | 18-25, 27-29, 28-26, 25-14, 13-15 |
| 05-04     | Kurobe AquaFairies - PFU BlueCats Kahoku     | 3-1 | 25-23, 25-22, 16-25, 25-21        |
| 05-04     | Osaka Marvelous - Red Rockets Kawasaki       | 3-2 | 25-23, 15-25, 23-25, 29-27, 17-15 |
| 05-04     | SAGA Springs - Aranmare Yamagata             | 3-0 | 25-16, 25-10, 25-12               |
| 05-04     | Gunma Green Wings - Okayama Seagulls         | 1-3 | 25-18, 23-25, 19-25, 21-25        |
| 05-04     | Toray Arrows Shiga - Victorina Himeji        | 3-2 | 26-24, 23-25, 20-25, 25-23, 17-15 |
| 06-04     | Denso Airybees - Queenseis Kariya            | 3-2 | 17-25, 25-23, 22-25, 25-18, 15-13 |
| 06-04     | Saitama Ageo Medics - Astemo Rivale Ibaraki  | 3-0 | 25-21, 25-17, 29-27               |
| 06-04     | Kurobe AquaFairies - PFU BlueCats Kahoku     | 2-3 | 25-22, 16-25, 20-25, 25-23, 16-18 |
| 06-04     | Osaka Marvelous - Red Rockets Kawasaki       | 3-1 | 20-25, 27-25, 25-22, 25-17        |
| 06-04     | Gunma Green Wings - Okayama Seagulls         | 0-3 | 20-25, 21-25, 15-25               |
| 06-04     | SAGA Springs - Aranmare Yamagata             | 3-0 | 25-11, 25-18, 25-20               |
| 06-04     | Toray Arrows Shiga - Victorina Himeji        | 2-3 | 11-25, 25-22, 20-25, 25-21, 10-15 |
| 12-04     | Okayama Seagulls - Gunma Green Wings         | 2-3 | 25-20, 25-13, 20-25, 22-25, 8-15  |
| 12-04     | Toray Arrows Shiga - Osaka Marvelous         | 1-3 | 22-25, 22-25, 25-23, 19-25        |
| 13-04     | Okayama Seagulls - Gunma Green Wings         | 3-0 | 25-13, 25-23, 25-19               |
| 13-04     | Toray Arrows Shiga - Osaka Marvelous         | 0-3 | 27-29, 14-25, 13-25               |

#### Classifica
| Pos. | Squadra               | Pt  | G  | V  | P  | Ratio | SV  | SP  | Ratio | PF    | PS    | Ratio |
| ---- | --------------------- | --- | -- | -- | -- | ----- | --- | --- | ----- | ----- | ----- | ----- |
| 1.   | Osaka Marvelous       | 112 | 44 | 37 | 7  | 0,840 | 122 | 42  | 2,900 | 3 850 | 3 345 | 1,150 |
| 2.   | Red Rockets Kawasaki  | 92  | 44 | 30 | 14 | 0,680 | 110 | 66  | 1,670 | 4 073 | 3 667 | 1,110 |
| 3.   | SAGA Springs          | 89  | 44 | 30 | 14 | 0,680 | 105 | 64  | 1,640 | 3 956 | 3 661 | 1,080 |
| 4.   | Denso Airybees        | 89  | 44 | 29 | 15 | 0,660 | 107 | 67  | 1,600 | 3 986 | 3 709 | 1,070 |
| 5.   | Saitama Ageo Medics   | 83  | 44 | 27 | 17 | 0,610 | 95  | 69  | 1,380 | 3 792 | 3 591 | 1,060 |
| 6.   | Victorina Himeji      | 79  | 44 | 27 | 17 | 0,610 | 99  | 72  | 1,380 | 3 903 | 3 658 | 1,070 |
| 7.   | Toray Arrows Shiga    | 74  | 44 | 26 | 18 | 0,590 | 96  | 85  | 1,130 | 3 980 | 3 980 | 1,000 |
| 8.   | Astemo Rivale Ibaraki | 65  | 44 | 23 | 21 | 0,520 | 83  | 83  | 1,000 | 3 669 | 3 690 | 0,990 |
| 9.   | Queenseis Kariya      | 62  | 44 | 20 | 24 | 0,450 | 81  | 92  | 0,880 | 3 843 | 3 890 | 0,990 |
| 10.  | PFU BlueCats Kahoku   | 57  | 44 | 19 | 25 | 0,430 | 76  | 92  | 0,830 | 3 703 | 3 783 | 0,980 |
| 11.  | Okayama Seagulls      | 47  | 44 | 15 | 29 | 0,340 | 70  | 99  | 0,710 | 3 609 | 3 802 | 0,950 |
| 12.  | Kurobe AquaFairies    | 44  | 44 | 15 | 29 | 0,340 | 68  | 101 | 0,670 | 3 688 | 3 886 | 0,950 |
| 13.  | Aranmare Yamagata     | 16  | 44 | 5  | 39 | 0,110 | 30  | 121 | 0,250 | 2 912 | 3 650 | 0,800 |
| 14.  | Gunma Green Wings     | 15  | 44 | 5  | 39 | 0,110 | 34  | 123 | 0,280 | 3 078 | 3 730 | 0,830 |

      Qualificate in Final 8.
      Al Challenge Match.

### Play-off scudetto
|  | Quarti di finale | Quarti di finale      | Quarti di finale | Quarti di finale     | Quarti di finale |   |                      | Semifinali | Semifinali | Semifinali | Semifinali | Semifinali |  |  | Finale | Finale | Finale | Finale | Finale |  |
|  |                  |                       |                  |                      |                  |   |                      |            |            |            |            |            |  |  |        |        |        |        |        |  |
|  | 1                | Osaka Marvelous       | 3                | 3                    |                  |   |                      |            |            |            |            |            |  |  |        |        |        |        |        |  |
|  | 1                | Osaka Marvelous       | 3                | 3                    |                  |   |                      |            |            |            |            |            |  |  |        |        |        |        |        |  |
|  | 8                | Astemo Rivale Ibaraki | 0                | 0                    |                  |   |                      |            |            |            |            |            |  |  |        |        |        |        |        |  |
|  | 8                | Astemo Rivale Ibaraki | 0                | 0                    |                  | 1 | Osaka Marvelous      | 0          | 3          | 3          |            |            |  |  |        |        |        |        |        |  |
|  |                  |                       |                  |                      |                  | 1 | Osaka Marvelous      | 0          | 3          | 3          |            |            |  |  |        |        |        |        |        |  |
|  |                  |                       | 4                | Denso Airybees       | 3                | 1 | 0                    |            |            |            |            |            |  |  |        |        |        |        |        |  |
|  | 4                | Denso Airybees        | 4                | Denso Airybees       | 3                | 1 | 0                    | 3          | 3          |            |            |            |  |  |        |        |        |        |        |  |
|  | 4                | Denso Airybees        |                  |                      |                  |   |                      |            |            |            |            |            |  |  |        |        |        |        |        |  |
|  | 5                | Saitama Ageo Medics   | 0                | 2                    |                  |   |                      |            |            |            |            |            |  |  |        |        |        |        |        |  |
|  | 5                | Saitama Ageo Medics   | 0                | 2                    |                  | 1 | Osaka Marvelous      | 3          | 3          |            |            |            |  |  |        |        |        |        |        |  |
|  |                  |                       |                  |                      |                  |   |                      |            |            |            |            |            |  |  |        |        |        |        |        |  |
|  |                  |                       | 2                | Red Rockets Kawasaki | 0                | 0 |                      |            |            |            |            |            |  |  |        |        |        |        |        |  |
|  | 2                | Red Rockets Kawasaki  | 2                | Red Rockets Kawasaki | 0                | 0 | 3                    | 3          |            |            |            |            |  |  |        |        |        |        |        |  |
|  | 2                | Red Rockets Kawasaki  |                  |                      |                  |   |                      |            |            |            |            |            |  |  |        |        |        |        |        |  |
|  | 7                | Toray Arrows Shiga    | 0                | 2                    |                  |   |                      |            |            |            |            |            |  |  |        |        |        |        |        |  |
|  | 7                | Toray Arrows Shiga    | 0                | 2                    |                  | 2 | Red Rockets Kawasaki | 3          | 0          | 3          |            |            |  |  |        |        |        |        |        |  |
|  |                  |                       |                  |                      |                  | 2 | Red Rockets Kawasaki | 3          | 0          | 3          |            |            |  |  |        |        |        |        |        |  |
|  |                  |                       | 3                | SAGA Springs         | 1                | 3 | 0                    |            |            |            |            |            |  |  |        |        |        |        |        |  |
|  | 3                | SAGA Springs          | 3                | SAGA Springs         | 1                | 3 | 0                    | 3          | 3          |            |            |            |  |  |        |        |        |        |        |  |
|  | 3                | SAGA Springs          |                  |                      |                  |   |                      |            |            |            |            |            |  |  |        |        |        |        |        |  |
|  | 6                | Victorina Himeji      | 1                | 0                    |                  |   |                      |            |            |            |            |            |  |  |        |        |        |        |        |  |

#### Quarti di finale
| Gara 1 |                                           |     |                            |
|        |                                           |     |                            |
| 19-04  | Osaka Marvelous - Astemo Rivale Ibaraki   | 3-0 | 25-16, 25-16, 25-21        |
| 18-04  | Denso Airybees - Saitama Ageo Medics      | 3-0 | 25-19, 25-17, 25-15        |
| 18-04  | Red Rockets Kawasaki - Toray Arrows Shiga | 3-0 | 25-15, 25-19, 25-19        |
| 20-04  | SAGA Springs - Victorina Himeji           | 3-1 | 25-15, 25-22, 20-25, 25-19 |

| Gara 2 |                                           |     |                                   |
|        |                                           |     |                                   |
| 20-04  | Osaka Marvelous - Astemo Rivale Ibaraki   | 3-0 | 25-21, 25-16, 25-21               |
| 19-04  | Denso Airybees - Saitama Ageo Medics      | 3-2 | 28-26, 25-27, 21-25, 25-19, 19-17 |
| 19-04  | Red Rockets Kawasaki - Toray Arrows Shiga | 3-2 | 25-21, 25-12, 15-25, 17-25, 15-7  |
| 21-04  | SAGA Springs - Victorina Himeji           | 3-0 | 25-20, 25-20, 27-25               |

#### Semifinali
| Gara 1 |                                     |     |                            |
|        |                                     |     |                            |
| 25-04  | Osaka Marvelous - Denso Airybees    | 0-3 | 20-25, 23-25, 19-25        |
| 25-04  | Red Rockets Kawasaki - SAGA Springs | 3-1 | 25-20, 24-26, 25-17, 25-22 |

| Gara 2 |                                     |     |                            |
|        |                                     |     |                            |
| 26-04  | Osaka Marvelous - Denso Airybees    | 3-1 | 25-14, 21-25, 25-22, 25-15 |
| 26-04  | Red Rockets Kawasaki - SAGA Springs | 0-3 | 16-25, 23-25, 16-25        |

| \| Gara 3 \| \| \| \| \| \| \| \| \| \| 27-04 \| Osaka Marvelous - Denso Airybees \| 3-0 \| 25-17, 25-20, 25-12 \| \| 27-04 \| Red Rockets Kawasaki - SAGA Springs \| 3-0 \| 25-23, 25-14, 25-15 \| |                                     |     |                     |
| Gara 3 |                                     |     |                     |
| |                                     |     |                     |
| 27-04 | Osaka Marvelous - Denso Airybees    | 3-0 | 25-17, 25-20, 25-12 |
| 27-04 | Red Rockets Kawasaki - SAGA Springs | 3-0 | 25-23, 25-14, 25-15 |

#### Finale
| Gara 1 |                                        |     |                     |
|        |                                        |     |                     |
| 02-05  | Osaka Marvelous - Red Rockets Kawasaki | 3-0 | 25-14, 25-10, 25-21 |

| Gara 2 |                                        |     |                     |
|        |                                        |     |                     |
| 03-05  | Osaka Marvelous - Red Rockets Kawasaki | 3-0 | 25-22, 25-21, 25-16 |

## Classifica finale
| Pos | Squadra               | Qualificazione            |
| --- | --------------------- | ------------------------- |
| 1   | Osaka Marvelous       | AVC Champions League 2026 |
| 2   | Red Rockets Kawasaki  |                           |
| 3   | SAGA Springs          |                           |
| 4   | Denso Airybees        |                           |
| 5   | Saitama Ageo Medics   |                           |
| 6   | Victorina Himeji      |                           |
| 7   | Toray Arrows Shiga    |                           |
| 8   | Astemo Rivale Ibaraki |                           |
| 9   | Queenseis Kariya      |                           |
| 10  | PFU BlueCats Kahoku   |                           |
| 11  | Okayama Seagulls      |                           |
| 12  | Kurobe AquaFairies    |                           |
| 13  | Aranmare Yamagata     |                           |
| 14  | Gunma Green Wings     |                           |

## Premi individuali
| Premio                   | Nome                  | Squadra               |
| ------------------------ | --------------------- | --------------------- |
| MVP della regular season | Kotona Hayashi        | Osaka Marvelous       |
| MVP della finale         | Mizuki Tanaka         | Osaka Marvelous       |
| Most Impressive Player   | Rosamaria Montibeller | Denso Airybees        |
| Miglior allenatore       | Daisuke Sakai         | Osaka Marvelous       |
| Premio fair play         | Haruyo Shimamura      | Red Rockets Kawasaki  |
| Miglior esordiente       | Yoshino Sato          | Red Rockets Kawasaki  |
| Miglior realizzatrice    | Sylvia Nwakalor       | Toray Arrows Shiga    |
| Miglior attaccante       | Brionne Butler        | Astemo Rivale Ibaraki |
| Miglior muro             | Brionne Butler        | Astemo Rivale Ibaraki |
| Miglior servizio         | Juliët Lohuis         | Toray Arrows Shiga    |
| Miglior ricevitrice      | Haruna Kawabata       | Denso Airybees        |
| Sestetto ideale          | Koyomi Tominaga       | Saitama Ageo Medics   |
| Sestetto ideale          | Sylvia Nwakalor       | Toray Arrows Shiga    |
| Sestetto ideale          | Yoshino Sato          | Red Rockets Kawasaki  |
| Sestetto ideale          | Rosamaria Montibeller | Denso Airybees        |
| Sestetto ideale          | Brionne Butler        | Astemo Rivale Ibaraki |
| Sestetto ideale          | Haruyo Shimamura      | Red Rockets Kawasaki  |
| Miglior libero           | Haruna Kawabata       | Denso Airybees        |

## Statistiche
| Rendimento individuale | Rendimento individuale | Rendimento individuale | Rendimento individuale |
| Pos.                   | Nome                   | Punti                  | Squadra                |
| ---------------------- | ---------------------- | ---------------------- | ---------------------- |
| 1                      | Sylvia Nwakalor        | 1 078                  | Toray Arrows Shiga     |
| 2                      | Rosamaria Montibeller  | 1 026                  | Denso Airybees         |
| 3                      | Yoshino Sato           | 1 014                  | Red Rockets Kawasaki   |
| 4                      | Stephanie Samedy       | 814                    | SAGA Springs           |
| 5                      | Lena Stigrot           | 777                    | Kurobe AquaFairies     |
| 6                      | Kaja Grobelna          | 754                    | Queenseis Kariya       |
| 7                      | Lise Van Hecke         | 749                    | Osaka Marvelous        |
| 8                      | Arisa Inoue            | 748                    | Victorina Himeji       |
| 8                      | Amanda Coneo           | 685                    | Denso Airybees         |
| 10                     | MacKenzie May          | 682                    | Astemo Rivale Ibaraki  |

| Attacchi vincenti | Attacchi vincenti     | Attacchi vincenti | Attacchi vincenti     |
| Pos.              | Nome                  | Punti             | Squadra               |
| ----------------- | --------------------- | ----------------- | --------------------- |
| 1                 | Sylvia Nwakalor       | 987               | Toray Arrows Shiga    |
| 2                 | Rosamaria Montibeller | 917               | Denso Airybees        |
| 3                 | Yoshino Sato          | 883               | Red Rockets Kawasaki  |
| 4                 | Stephanie Samedy      | 750               | SAGA Springs          |
| 5                 | Lena Stigrot          | 697               | Kurobe AquaFairies    |
| 6                 | Arisa Inoue           | 683               | Victorina Himeji      |
| 7                 | Kaja Grobelna         | 672               | Queenseis Kariya      |
| 8                 | Lise Van Hecke        | 656               | Osaka Marvelous       |
| 9                 | Amanda Coneo          | 599               | Denso Airybees        |
| 9                 | MacKenzie May         | 599               | Astemo Rivale Ibaraki |

| Muri vincenti | Muri vincenti         | Muri vincenti | Muri vincenti         |
| Pos.          | Nome                  | Punti         | Squadra               |
| ------------- | --------------------- | ------------- | --------------------- |
| 1             | Brionne Butler        | 145           | Astemo Rivale Ibaraki |
| 2             | Nanami Asano          | 121           | Denso Airybees        |
| 3             | Thatdao Nuekjang      | 103           | PFU BlueCats Kahoku   |
| 3             | Maki Yamaguchi        | 103           | Kurobe AquaFairies    |
| 5             | Juliët Lohuis         | 97            | Toray Arrows Shiga    |
| 6             | Haruyo Shimamura      | 95            | Red Rockets Kawasaki  |
| 7             | Alyja Santiago        | 91            | Osaka Marvelous       |
| 8             | Hiroyo Yamanaka       | 90            | Saitama Ageo Medics   |
| 9             | Aya Hosonuma          | 86            | PFU BlueCats Kahoku   |
| 10            | Rosamaria Montibeller | 83            | Denso Airybees        |

| Battute vincenti | Battute vincenti | Battute vincenti | Battute vincenti      |
| Pos.             | Nome             | Punti            | Squadra               |
| ---------------- | ---------------- | ---------------- | --------------------- |
| 1                | Yoshino Sato     | 53               | Red Rockets Kawasaki  |
| 2                | MacKenzie May    | 42               | Astemo Rivale Ibaraki |
| 3                | Nichika Yamada   | 40               | Red Rockets Kawasaki  |
| 4                | Juliët Lohuis    | 36               | Toray Arrows Shiga    |
| 5                | Hinata Shigihara | 32               | Queenseis Kariya      |
| 6                | Aki Meguro       | 31               | Saitama Ageo Medics   |
| 7                | Kaja Grobelna    | 30               | Queenseis Kariya      |
| 8                | Nanami Asano     | 28               | Denso Airybees        |
| 9                | Alyja Santiago   | 27               | Osaka Marvelous       |
| 9                | Stephanie Samedy | 27               | SAGA Springs          |